# 극동아트
극동아트TV는 예술을 전문으로 했던 유료 방송 채널로, 2004년에 개국하였다. 2010년 당시 공익채널 중 문화예술진흥분야에 선정되었으나 이후 시청 수요가 감소되어 재정악화로 인해 2013년 5월 31일부로 송출이 종료되었다.